# 藤原繁子
藤原 繁子（ふじわら の はんし/しげこ、生没年不詳）は、平安時代中期の女官。藤原師輔の娘。藤原道兼室、後に平惟仲室。

## 経歴
初め、円融天皇の女御であった藤原詮子に仕え、天元3年（980年）に詮子が懐仁親王（後の一条天皇）を生むと橘徳子（藤原有国室）らと共に乳母に任じられた。
一方で、甥である藤原道兼（詮子の兄）の妻となって、尊子を儲ける。しかし、正暦3年（992年）には平惟仲と再婚している。当時、前夫の道兼は健在であったが、次第に夫と共に詮子の庇護を受けていた弟の藤原道長と関係を深めていった。後に尚侍に任じられて従三位に叙される。実娘の尊子を一条天皇の女御とした上、道長の娘彰子の入内にも関わって彼女が中宮に立てられた時には理髪役を務めている。
夫である惟仲の没後は好明寺に隠棲したが、甥（元の義弟）である道長からは敬意を払われており、清少納言が『枕草子』（151段）で「羨ましげなるもの」として「内裏・春宮の御乳母」を挙げているのも繁子の存在が念頭にあったからとみられている。